# Саммит ШОС в Екатеринбурге (2009)
Екатеринбургский саммит Шанхайской организации сотрудничества (кит. упр. 上海合作组织叶卡捷琳堡峰会, англ. Yekaterinburg Summit of the Shanghai Cooperation Organization) — ежегодное заседание Совета глав государств — членов организации, которое прошло в 9-й раз 15—16 июня 2009 года в одноимённом российском городе.

## Предыстория
Этот саммит был примечателен ещё и тем, что вслед за ним в Екатеринбурге прошёл и I саммит БРИК.
Помимо этого, екатеринбургский саммит ШОС стал первым на территории России, прошедшим за пределами Москвы и Санкт-Петербурга, где он проходил в 2003 и 2002 годах соответственно.

## Подготовка

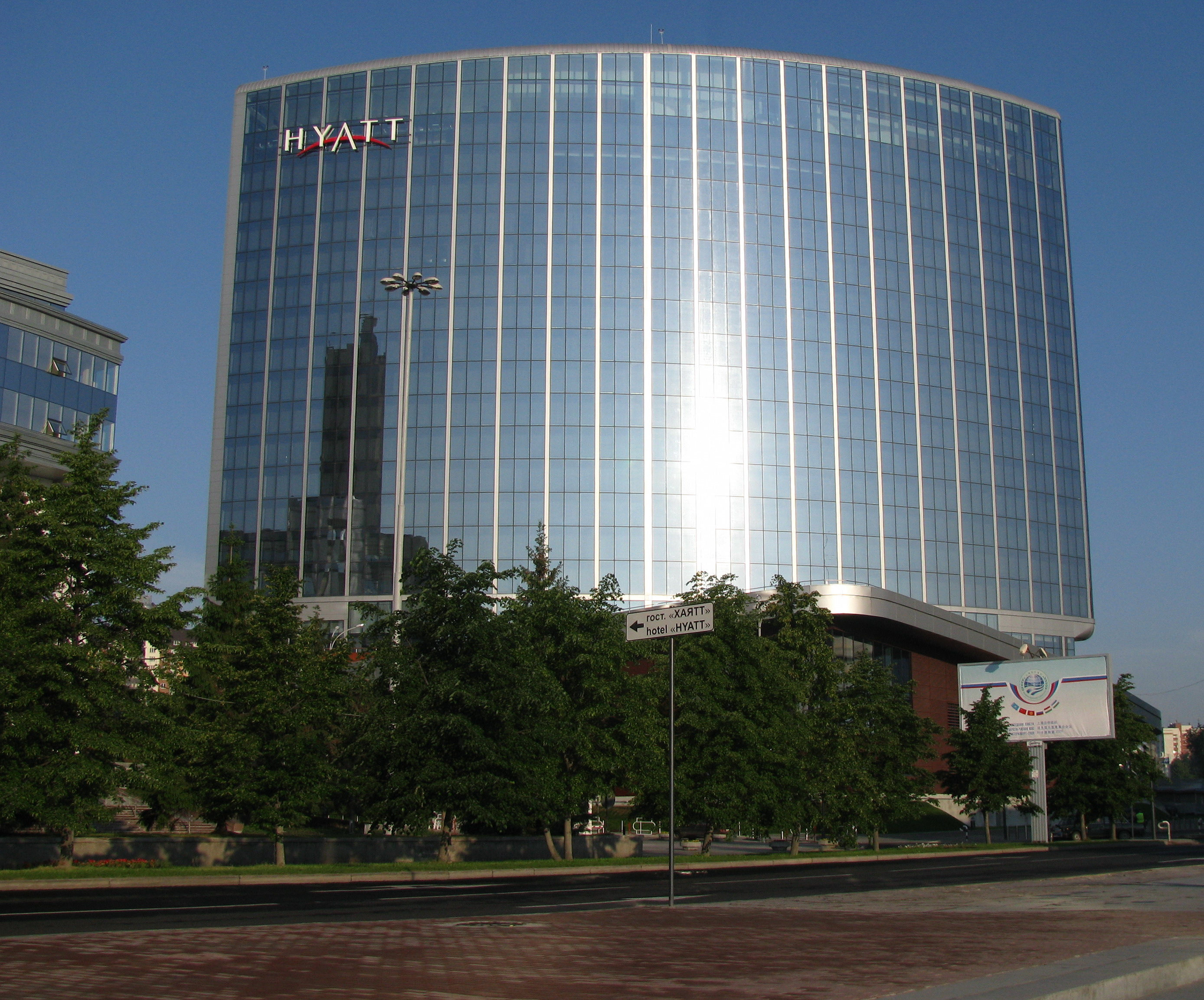
Отель «Hyatt Regency Ekaterinburg» — основное место проведения саммита ШОС—2009

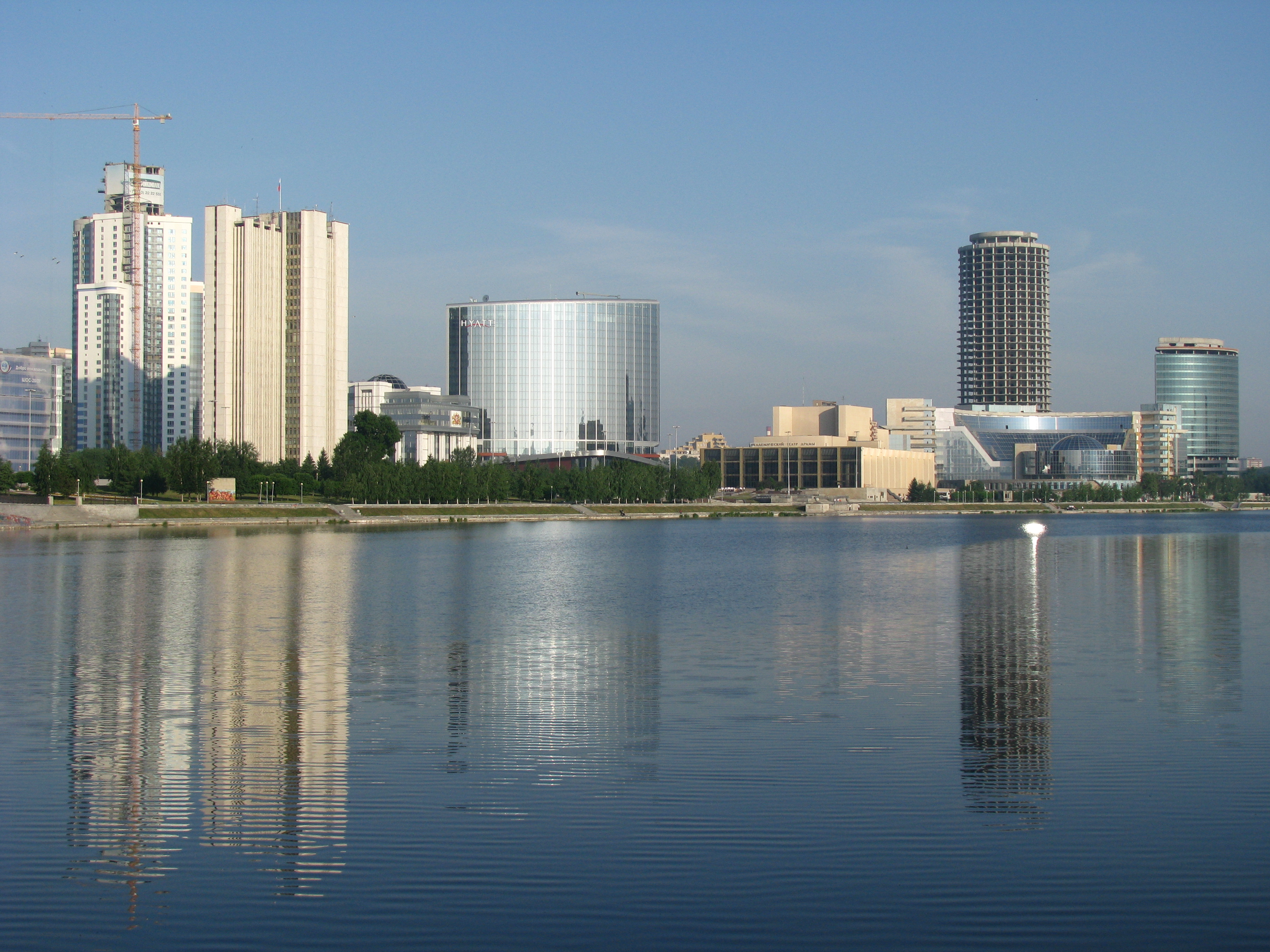
Строительство делового квартала «Екатеринбург-Сити», 2009 год

Об идее проведения саммита ШОС в Екатеринбурге — городе, расположенном на границе Европы и Азии впервые заговорили ещё в 2006 году. В соответствии с определённой президентом Российской Федерации линией на активное участие регионов во внешнеполитической деятельности страны, президентом и правительством России была поддержана инициатива руководства Свердловской области о проведении заседания Совета глав государств — членов Шанхайской организации сотрудничества в городе Екатеринбурге в 2009 году. Поддержали её и остальные страны — члены организации.
В соответствии с алфавитным порядком следования государств — членов организации изначально саммит планировался к проведению ещё в 2008 году вслед за бишкекским, прошедшим в столице Кыргызстана в августе 2007 года. Однако в коммюнике, принятом по итогам этого форума было объявлено, что саммит ШОС—2008 примет столица Таджикистана — Душанбе, а уже в 2009-м местом его проведения станет Екатеринбург.
13 апреля 2007 года президент России Владимир Путин подписал распоряжение №163-рп «Об Организационном комитете по подготовке и обеспечению председательства Российской Федерации в Шанхайской организации сотрудничества в 2008—2009 годах», согласно которому председателем оргкомитета стал помощник президента Сергей Приходько.
А за месяц до этого куратором саммита со стороны руководства Свердловской области был назначен вице-премьер регионального правительства, управляющий Южным управленческим округом Олег Гусев.
К прибытию высоких гостей Свердловская область и город Екатеринбург начали готовиться ещё задолго до момента объявления места проведения будущего саммита ШОС. У региональных и муниципальных властей было в общей сложности три года для того, чтобы привести столицу Урала в соответствие с международными стандартами мест проведения мероприятий такого уровня.
Правительством Свердловской области и администрацией города Екатеринбурга был подготовлен перечень объектов капитального строительства и реконструкции центральной части Екатеринбурга и гостевых маршрутов, необходимых для проведения саммита ШОС и формирующих архитектурный облик города. В первоначальный список было внесено более сотни таких объектов: 78 — в центральной части Екатеринбурга, 11 — вдоль дороги, соединяющей город с аэропортом «Кольцово», и 13 объектов культуры и спорта. Реализация всех проектов была взята под личный контроль губернатора области Эдуарда Росселя.
Однако в масштабные планы по подготовке к саммиту вмешался мировой экономический кризис, заставивший целый ряд инвесторов уменьшить размеры либо приостановить финансирование строительных проектов, следствием чего стала существенная корректировка первоначального перечня «объектов ШОС».
Очевидные трудности финансового характера неоднократно порождали слухи о том, что саммиты ШОС и БРИК будут перенесены в более инфраструктурно подготовленный город — Москву или Санкт-Петербург. Несмотря на это, Екатеринбург в намеченное время всё же принял высоких гостей.
Стоит отметить, что из федерального бюджета средства на подготовку к саммиту ШОС в Екатеринбурге практически не выделялись. В основном они были направлены на реконструкцию аэропорта «Кольцово», включая строительство нового терминала и соответственно улучшение обслуживания пассажиров и увеличение пропускной способности, а вот дорога, ведущая из аэропорта в город была реконструирована за счёт уже областного бюджета: три участка дороги протяжённостью 11,2 км были расширены до восьми-десяти полос.
Другие же проекты реализовывались за счет средств как регионального бюджета, так и частных инвесторов.
В рамках подготовки саммита было значительно улучшено качество гостиничного сервиса, проведены ремонтные работы в крупных гостиницах города.
Кроме того, было построено несколько новых отелей, что позволило улучшить туристическую инфраструктуру, которая оказала значительное влияние на дальнейшее проведение в городе других не менее крупных событий. К примеру, отель «Hyatt Regency Ekaterinburg», ставший основным местом проведения саммита, строительство которого было начато ещё в 2005 году и завершилось буквально за несколько месяцев до его начала.
Началось и продолжается по сей день строительство делового центра «Екатеринбург-Сити».
В целом, помимо этого, проведена большая работа по ремонту дорог, благоустройству и обновлению городской среды.
Для гостей саммита было подготовлено множество культурных мероприятий, выставок, а также улучшены объекты культурного наследия города, такие как музеи и театры, чтобы создать приятное впечатление о Екатеринбурге как о городе с богатым историко-культурным наследием.
По словам губернатора Эдуарда Росселя, в общей сложности в ходе подготовки к мероприятию международного уровня было затрачено около 60 млрд рублей.
Стоит также отметить, что саммит стал толчком для модернизации и улучшения Екатеринбурга, укрепив его позиции на карте международных событий и значительно изменив облик города.
Проведение саммита ШОС в Екатеринбурге также стало поводом для улучшения международного имиджа уральской столицы, что привлекло значительное внимание к городу как к культурному и деловому центру как Урала, так и России в целом и способствовало его дальнейшему развитию.

## Участники

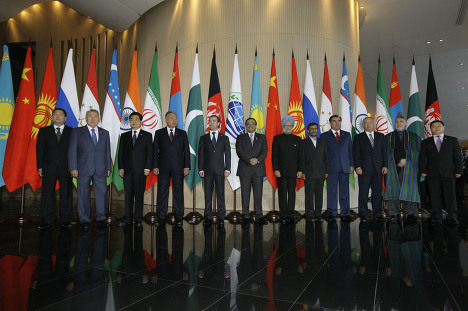
Главы государств и делегаций, участвовавшие в екатеринбургском саммите ШОС 2009 года в групповом фото

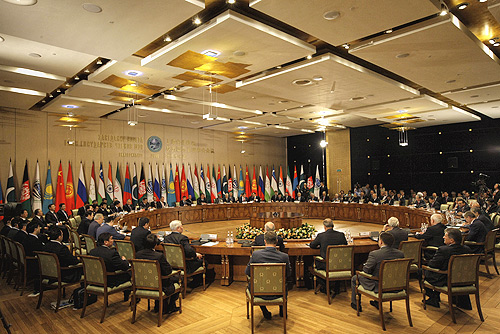
Заседание совета глав государств — членов ШОС в расширенном составе (Екатеринбург, 16 июня 2009 года)

### Главы государств и делегаций
Страна-хозяйка и лидер выделены жирным шрифтом. Главы остальных государств — членов и государств — наблюдателей организации, а также приглашённые гости указаны в алфавитном порядке русского языка.
- Россия — президент Дмитрий Медведев (председатель)[22][23]
- Афганистан — президент Хамид Карзай[24]
- Индия — премьер-министр Манмохан Сингх[25][26]
- Иран — президент Махмуд Ахмадинежад[27][28]
- Казахстан — президент Нурсултан Назарбаев[29]
- Китай — председатель Ху Цзиньтао[30]
- Кыргызстан — президент Курманбек Бакиев
- Монголия — первый вице-премьер Норовын Алтанхуяг[31]
- Пакистан — президент Асиф Али Зардари
- Таджикистан — президент Эмомали Рахмон[32]
- Узбекистан — президент Ислам Каримов[33]

### Руководители постоянно действующих органов ШОС
- генеральный секретарь Болат Нургалиев
- директор Исполнительного комитета Региональной антитеррористической структуры Мырзакан Субанов

### Руководители международных организаций
- ООН — заместитель генерального секретаря по политическим вопросам Линн Пэскоу
- ЕврАзЭС — генеральный секретарь Таир Мансуров
- ОДКБ — генеральный секретарь Николай Бордюжа
- СНГ — председатель исполнительного комитета — исполнительный секретарь Сергей Лебедев

## Повестка дня
Основные темы саммита:
- укрепление безопасности и стабильности в Центральной Азии: обсуждение мер по борьбе с терроризмом, экстремизмом, наркотрафиком и другими угрозами безопасности;
- экономическое сотрудничество: развитие взаимной торговли, энергетическое сотрудничество и совместные проекты в области инфраструктуры;
- ситуация в Афганистане: обсуждение мер по стабилизации обстановки, включая противодействие терроризму и поддержка миротворческих усилий;
- реформа международной финансовой системы: обсуждение путей реформирования мировой финансовой системы, особенно в контексте глобального экономического кризиса.

Лидеры государств — членов ШОС обсуждали деятельность организации в период российского председательства в 2008—2009 гг., кроме того, определили приоритеты и дальнейшие актуальные вопросы её работы.

## Результаты
По итогам саммита были подписаны следующие документы:
- Екатеринбургская декларация глав государств — членов ШОС[35];
- итоговое коммюнике саммита[36];
- Конвенция ШОС против терроризма[37].

Утверждены:
- Положение о политико-дипломатических мерах и механизмах реагирования ШОС на ситуации, ставящие под угрозу мир, безопасность и стабильность в регионе;
- Программа сотрудничества государств — членов ШОС в борьбе с терроризмом, сепаратизмом и экстремизмом на 2010–2012 годы.

Кроме того:
- принято решение о предоставлении Шри-Ланке и Беларуси статуса партнёра по диалогу ШОС;
- подписаны два соглашения: о подготовке кадров для антитеррористических формирований государств — членов ШОС и о сотрудничестве в области обеспечения международной информационной безопасности[38].

В Совместном коммюнике глав государств, принятом по итогам саммита признано целесообразным принять эффективные меры с целью минимизации последствий мирового финансового кризиса и поощрения более тесного регионального торгово-экономического и инвестиционного сотрудничества в регионе ШОС.
Возрастающую роль в этой работе призваны сыграть Деловой совет и Межбанковское объединение ШОС, которым рекомендовано активнее переходить от преимущественно двустороннего сотрудничества к реализации многосторонних проектов.
Председательство в ШОС на период 2009—2010 гг. перешло к Узбекистану.